# Stréberek
A Stréberek (eredeti cím: Good Kids) 2016-ban bemutatott amerikai filmvígjáték, amelyet Chris McCoy írt és rendezett, Chris és Paul Weitz produceri közreműködésével. A főbb szerepekben Nicholas Braun, Zoey Deutch, Israel Broussard, Mateo Arias, Dayo Okeniyi, Julia Garner és Ashley Judd látható.
Az Amerikai Egyesült Államokban 2016. október 31-én mutatták be a mozikban.

## Cselekmény
Nora, Andy, Lion és Spice gyerekkori barátok, akik számára mindig a tanulás volt a legfontosabb. Az érettségit követően rájönnek, mennyi élményről maradtak le eddigi életük során. Emiatt elhatározzák, hogy az egyetem elkezdése előtti nyarat vad bulizással fogják eltölteni.

## Szereplők
| Szereplő       | Színész           | Magyar hang       |
| -------------- | ----------------- | ----------------- |
| Andy           | Nicholas Braun    | Márkus Sándor     |
| Nora           | Zoey Deutch       | Gyöngy Zsuzsa     |
| Spice          | Israel Broussard  | Dékány Barnabás   |
| Lion           | Mateo Arias       | Rada Bálint       |
| Tinsley        | Julia Garner      | Andrusko Marcella |
| Erland         | David Coussins    | Makranczi Zalán   |
| Brinkley       | Kevin Chapman     | Kapácsy Miklós    |
| Conch          | Dayo Okeniyi      | Radnai Márk       |
| Yaco           | Demian Bichir     | Epres Attila      |
| Gabby          | Ashley Judd       | Incze Ildikó      |
| Rendőr         | Nick Chambers     | Mészáros Máté     |
| Gabby férje    | Eric Lutes        | Rosta Sándor      |
| Mr. Evans      | John Rothman      | Beregi Péter      |
| Mrs. Evans     | Laurie Dawn       | Rátonyi Hajni     |
| Victoria férje | Michael Fennimore | Harsányi Gábor    |